# پیوستگی ژنتیکی
پیوستگی ژنتیکی یا لینکاژ، به گرایش جایگاه‌های کروموزومی یا آلل برای با هم به ارث رسیدن، را می‌گویند. آلل هایی که بر روی یک کروموزوم جای دارند، گرایش بیشتری دارند که در میوز (کاستمان) در کنار هم بمانند و در نتیجه به هم پیوسته هستند.